# Reveal (альбом R.E.M.)
Reveal — дванадцятий студійний альбом американського альтернативного рок-гурту R.E.M., був виданий в 2001 році. Після прощання з барабанщиком Біллом Беррі та випуску суперечливого Up, що отримав неоднозначну реакцію критиків, R.E.M. записали більш оптимістичний Reveal, співпродюсером виступив давній помічник гурту — Пет Маккарті.
В 2002 році гурт запропонував зробити ремікси на пісні з альбому, різним продюсерам та членам музичної індустрії. У результаті був випущений диск під назвою r.e.m.IX, який можна було завантажити на офіційному сайті R.E.M. в 2005 році, Warner Bros випустили розширене дводискове видання Reveal, яке здобуло CD і DVD, а також оригінальний буклет альбому.

## Список композицій
Всі пісні написані Пітером Баком, Майком Міллзом та Майклом Стайпом.
Перша сторона — «Chorus Side»
1. «The Lifting» — 4:39
2. «I've Been High» — 3:25
3. «All the Way to Reno (You're Gonna Be a Star)» — 4:43
4. «She Just Wants to Be» — 5:22
5. «Disappear» — 4:11
6. «Saturn Return» — 4:55

Друга сторона — «Ring Side»
1. «Beat a Drum» — 4:21
2. «Imitation of Life» — 3:57
3. «Summer Turns to High» — 3:31
4. «Chorus and the Ring» — 4:31
5. «I'll Take the Rain» — 5:51
6. «Beachball» — 4:14

## Учасники запису
R.E.M.
- Пітер Бак — гітара
- Майк Міллз — бас-гітара, клавішні
- Майкл Стайп — вокал

Запрошені музиканти
- Барретт Мартін — ударні

Виробництво
- Кріс Білхаймер — зображення, дизайн
- Пет Маккарті — продюсування

## Позиції в чартах
| Чарт (2001)                     | Позиція |
| ------------------------------- | ------- |
| Australian ARIA Albums Chart    | 5       |
| Austrian Albums Chart           | 1       |
| Belgian Albums Chart (Flanders) | 2       |
| Belgian Albums Chart (Wallonia) | 5       |
| Canadian Albums Chart           | 4       |
| Dutch Albums Chart              | 7       |
| Finnish Albums Chart            | 3       |
| French SNEP Albums Chart        | 4       |
| German Albums Chart             | 1       |
| Italian Albums Chart            | 1       |
| Japanese Albums Chart           | 20      |
| New Zealand Albums Chart        | 10      |
| Norwegian Albums Chart          | 1       |
| Polish Album Chart              | 5       |
| Swedish Albums Chart            | 2       |
| Swiss Albums Chart              | 1       |
| UK Albums Chart                 | 1       |
| Billboard 200                   | 6       |

| Чарт (2001)                     | Позиція |
| ------------------------------- | ------- |
| Australian Albums Chart         | 67      |
| Austrian Albums Chart           | 27      |
| Belgian Albums Chart (Flanders) | 58      |
| Belgian Albums Chart (Wallonia) | 83      |
| Dutch Albums Chart              | 99      |
| French Albums Chart             | 130     |
| Italian Albums Chart            | 20      |
| Swiss Albums Chart              | 22      |
| UK Albums Chart                 | 47      |